# لوک اسنلین
لوک اِسنلین (انگلیسی: Luke Snellin؛ زادهٔ ۹ مارس ۱۹۸۶) کارگردان فیلم و فیلم‌نامه‌نویس اهل بریتانیا است. اسکرین اینترنشنال در سال ۲۰۰۸ او را یکی از «ستارگان آینده» نامید.
از فیلم‌هایی که وی در آن‌ها نقش داشته است، می‌توان به یک روز اشاره نمود.